# Marlen Reusser
Pour les articles homonymes, voir Reusser.
Marlen Reusser, née le 20 septembre 1991 à Jegenstorf, est une coureuse cycliste suisse. Spécialiste du contre-la-montre, elle a remporté dans la spécialité les Jeux européens de 2019, la médaille d'argent aux championnats du monde de 2020 et 2021, la médaille d'argent aux Jeux olympiques de Tokyo 2020 et les titres européens de 2021, 2022 et 2023.

## Biographie
Née le 20 septembre 1991 à Jegenstorf, Marlen Reusser commence le sport par l’athlétisme, tout en pratiquant le violon jusqu’à l'âge de 16 ans. Alors qu’elle poursuit des études gymnasiales, elle s’engage en politique, devenant présidente des Jeunes verts de son canton, puis candidate au Grand Conseil bernois.
Après une opération à la cheville qui l’oblige à mettre un terme à sa première passion, Marlen Reusser se tourne vers la natation et le cyclisme, ce qui lui permet de participer à plusieurs épreuves de triathlon et de cyclisme de longue distance. En 2017, après avoir terminé ses études de médecine et alors qu’elle ne pratique le cyclisme que durant ses temps libres, elle devient championne de Suisse du contre-la-montre et vice-championne de Suisse de la course en ligne. Elle décroche en novembre 2017 un poste à mi-temps dans l’hôpital régional de Langnau im Emmental qui lui permet de concilier travail et sport, mais voit sa progression freinée par un accident en avril 2018. Elle réussit cependant à remonter en selle et termine, quelques mois plus tard, à la 17e place et meilleure amateure des championnats du monde de contre-la-montre à Innsbruck. Après cette performance, elle met son métier entre parenthèses dans l’objectif de participer aux Jeux olympiques 2020 et intègre l’équipe du Centre mondial du cyclisme.
En juin 2019, elle remporte sa première grande course internationale avec une médaille d’or du contre-la-montre aux Jeux européens de Minsk, devançant la Néerlandaise Chantal Blaak et la Britannique Hayley Simmonds de plus d’une minute. Le lendemain, elle remporte son deuxième titre de championne de Suisse du contre-la-montre, avant de faire le doublé lors de la course en ligne le 30 juin.

### 2020
Mi-juillet, Marlen Reusser devient championne de Suisse du contre-la-montre. Aux championnats d'Europe, sur le contre-la-montre, Marlen Reusser est troisième, cinquante-neuf secondes derrière Anna van der Breggen. Lors des championnats du monde, Marlen Reusser est deuxième du contre-la-montre quinze secondes derrière Anna van der Breggen. À Liège-Bastogne-Liège, un groupe de huit favorites dont Marlen Reusser sort peu avant la côte de la Vecquée et n'est plus rejoint. La Suissesse se classe septième.

### 2021
Au Trofeo Alfredo Binda-Comune di Cittiglio, Marlen Reusser s'échappe plusieurs fois sans succès. Elle prend la neuvième place du Tour des Flandres.
Sur la première étape du Tour de Suisse, dans le deuxième tour de circuit, six coureuses dont Marlen Reusser sortent dans la côte. Marlen Reusser passe à l'offensive dans le final, mais est reprise. Elle est finalement troisième de l'étape. Sur les championnats nationaux, Marlen Reusser réussit le doublé contre-la-montre et course en ligne.
Sur le contre-la-montre des Jeux olympiques, Marlen Reusser devance Anna van der Breggen pour prendre la médaille d'argent près d'une minute derrière Annemiek van Vleuten.
Elle est quatrième du classement général du Tour de Norvège. Au Simac Ladies Tour, Marlen Reusser s'impose dans le contre-la-montre et prend le maillot de leader du classement général. Le lendemain, elle est retardée par la chute massive dans le final, mais conserve son maillot. Elle le perd néanmoins sur la quatrième étape et conclut l'épreuve à la seconde place. Au Ceratizit Challenge by La Vuelta, la principale difficulté de la première étape à soixante kilomètres de l'arrivée, voit la formation d'une échappée de cinq coureuses incluant Marlen Reusser. Cette dernière part à deux kilomètres de l'arrivée et n'est plus rejointe. Le peloton arrive une minute quarante-huit plus tard. Le lendemain, elle est deuxième du contre-la-montre vingt secondes derrière Annemiek van Vleuten. Sur la troisième étape, Annemiek van Vleuten attaque à soixante kilomètres de l'arrivée. Un groupe de poursuite se forme avec Marlen Reusser. À cinquante kilomètres de la ligne, Annemiek van Vleuten profite d'une descente technique pour distancer ses compagnons d'échappée. Elle n'est plus reprise et prend la tête du classement général. Marlen Reusser finit deuxième du classement général.
Elle est deuxième des championnats du monde de contre-la-montre 2021 derrière Ellen van Dijk. Le 17 octobre 2021, elle remporte le Chrono des Nations-Les Herbiers-Vendée.

### 2022

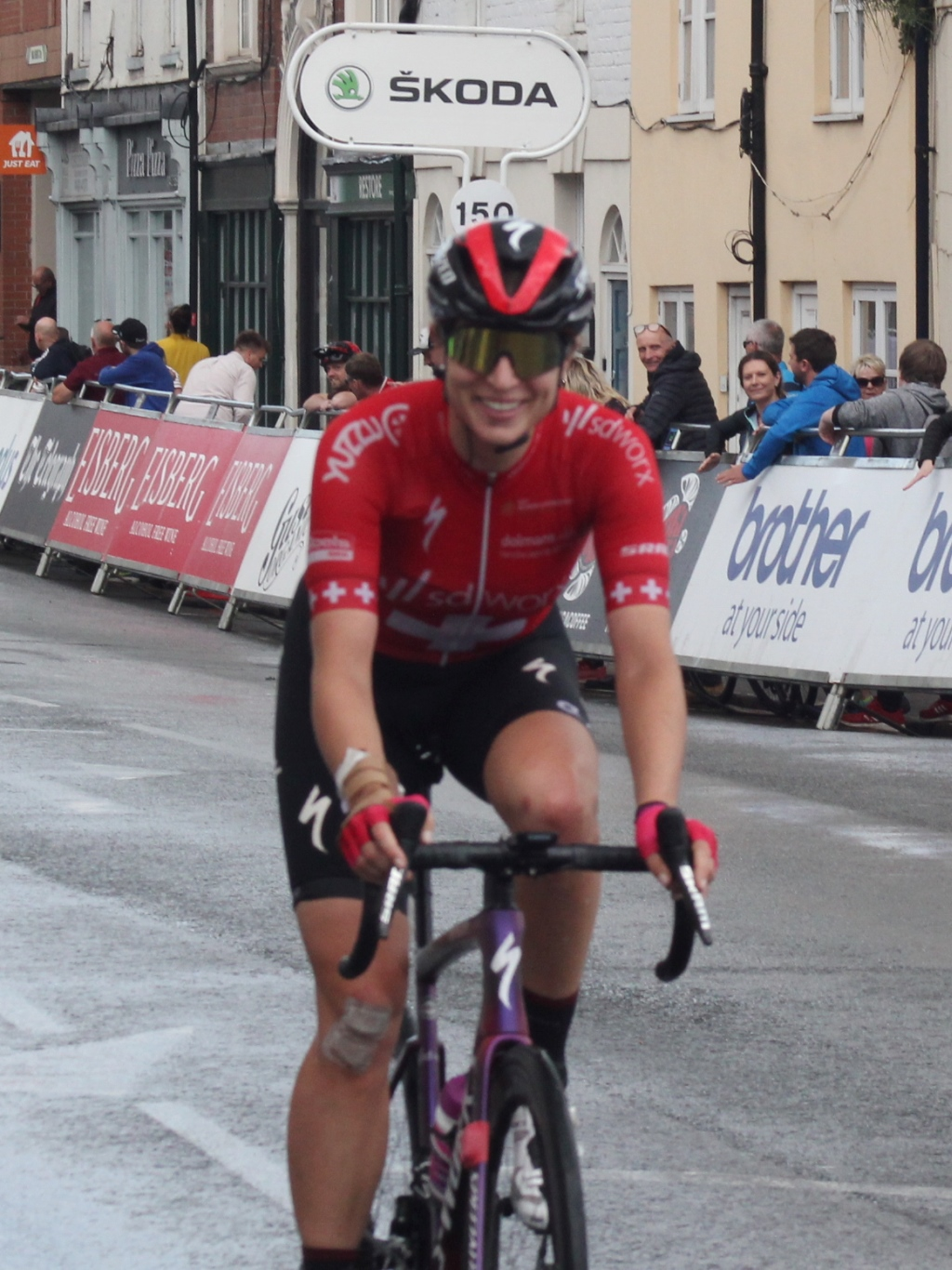
Marlen Reusser au Women's Tour

Au Bloeizone Fryslân Tour, Marlen Reusser est troisième du contre-la-montre inaugural et finit troisième du classement général. Elle se classe cinquième du Tour des Flandres.
À Liège-Bastogne-Liège, Marlen Reusser fait partie de l'échappée. Dans la Redoute, Ashleigh Moolman-Pasio mène le peloton. À un kilomètre du sommet, Annemiek van Vleuten attaque. Seule Marlen Reussler peut la suivre. Cette dernière ne prend pas de relais. Van Vleuten se relève et un groupe de favorite se reforme.
Lors de la 1re édition du Tour de France Femmes 2022, elle s'impose en solitaire sur la 4e étape grâce à une attaque dans la côte de Vitry, alors qu'il reste 23 km à parcourir.
Aux championnats d'Europe du contre-la-montre, Marlen Reusser, malgré des sensations mitigées, parvient à conserver son titre devant Ellen van Dijk. Aux championnats du monde, Marlen Reusser prend la médaille de bronze en contre-la-montre. Dans le relais mixte, elle gagne l'or avec l'équipe de Suisse.

### 2023

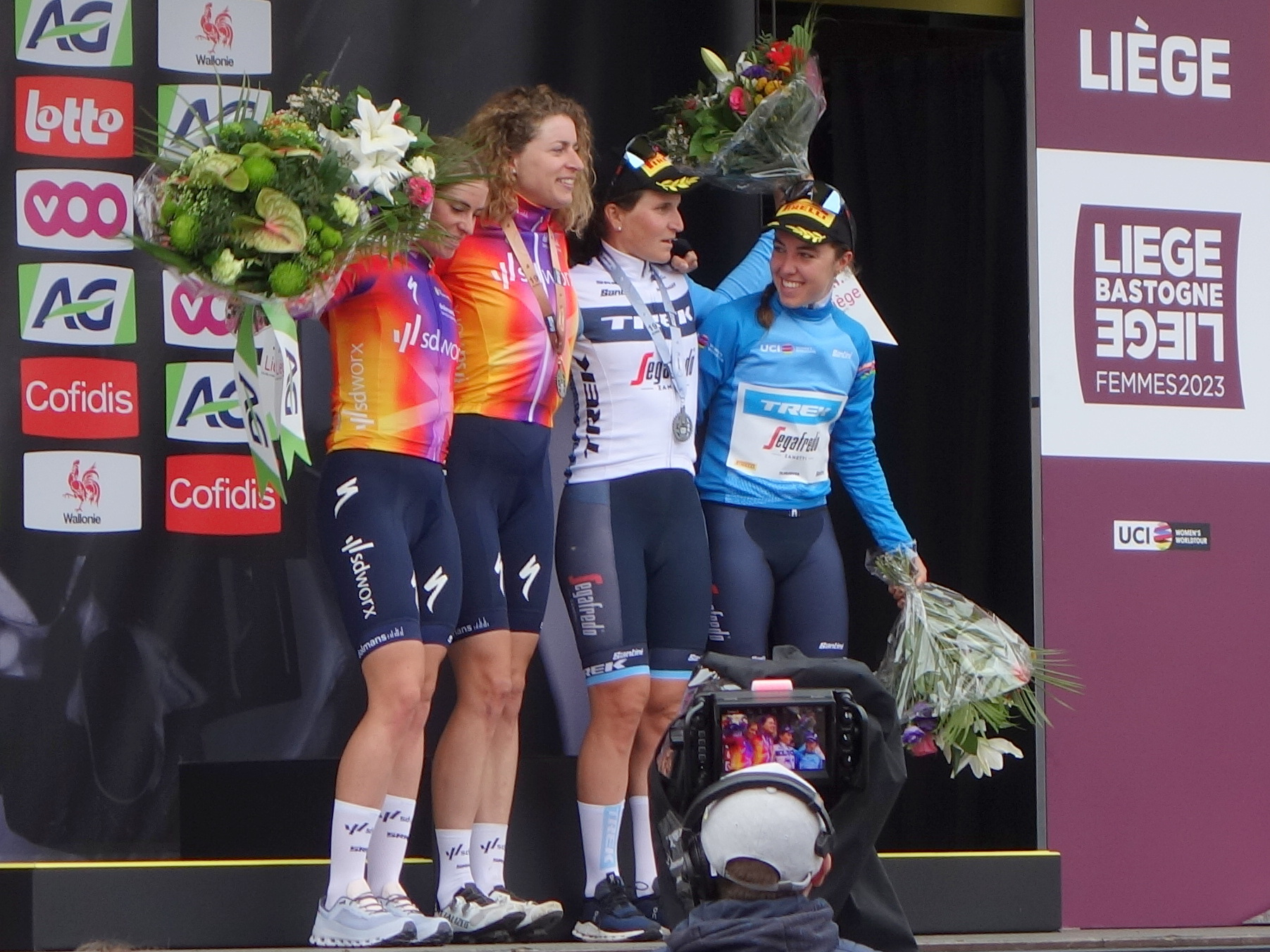
Sur le podium de Liège-Bastogne-Liège Femmes

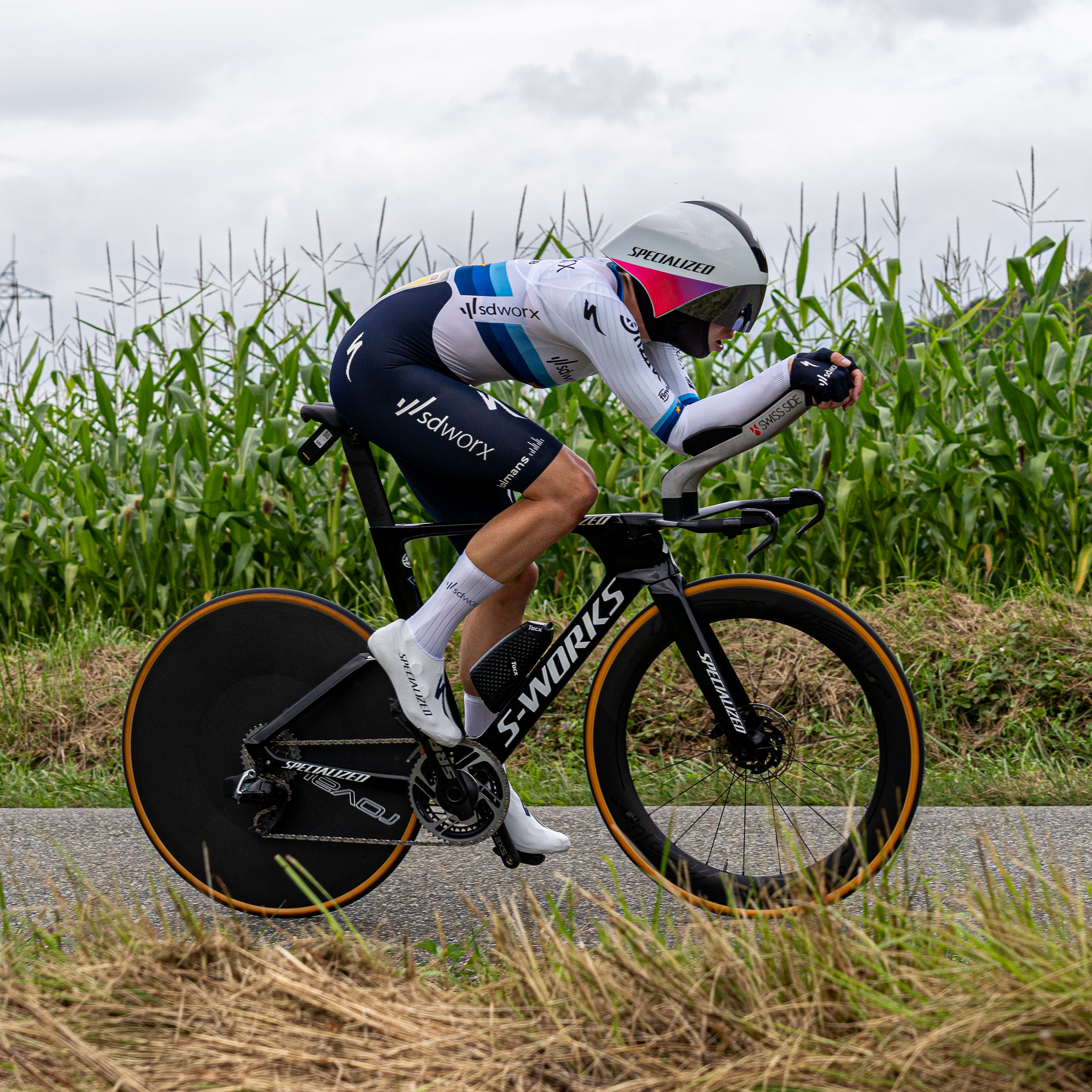
Lors du contre-la-montre final du Tour de France Femmes

À Gand-Wevelgem, entre les deux ascensions du mont Kemmel, Marlen Reusser décide d'imprimer un rythme plus élevé, mais se rend compte que personne ne la suit. Elle se retrouve ainsi en échappée et n'est plus reprise. À Liège-Bastogne-Liège, la côte de Stockeu permet à Amanda Spratt, Marlen Reusser, Katarzyna Niewiadoma, Esmée Peperkamp et Anna Henderson de s'échapper. Elles comptent jusqu'à une minute quinze d'avance. Dans la côte de la Redoute, Marlen Reusser distance ses compagnons d'échappée. Elle a alors une minute quarante d'avance. Dans la côte de la Roche-aux-Faucons, les favorites reviennent sur la Suissesse. Demi Vollering contre dans le faux-plat suivant la Roche-aux-Faucons et Reusser ne peut suivre. Elle règle le groupe de poursuite et est donc troisième.
Sur la troisième étape du Tour du Pays basque, Marlen Reusser sort d'un groupe de cinq favorites après la dernière difficulté et s'impose seule. Elle remporte par la même occasion le classement général. Au Tour de Suisse, elle gagne le contre-la-montre et prend la tête du classement général. Enfin, sur l'ultime étape, bien que Katarzyna Niewiadoma met sa domination en danger, Marlen Reusser conserve la tête du classement général en prenant la troisième place. Elle devient ensuite championne de Suisse sur route.
Elle remporte le contre-la-montre du Tour de France. Sur le championnat du monde du contre-la-montre, elle abandonne de manière surprenante. Sur la course en ligne, elle fait partie du groupe des favorites. Elle sort avec Lotte Kopecky puis deux autres coureuses. La coopération est mauvaise et le groupe se reforme. Elle est quatrième.
Sur le Tour de Romandie, avec Vollering, elles prennent en sandwich Katarzyna Niewiadoma sur la deuxième étape. Cela permet à la Néerlandaise de s'imposer. Reusser conclut l'épreuve à la troisième place du classement général. Elle s'impose ensuite nettement aux championnats d'Europe du contre-la-montre.

### 2024
En février 2024, Reusser continue sur sa lancée de la saison précédente et remporte la Setmana Ciclista Valenciana, le premier tour de l'année. Le 31 mars 2024, elle subit de multiples blessures, dont une fracture de la mâchoire lors d'une chute sur le Tour des Flandres, ce qui signifie qu'elle manque un mois de course. Elle reprend la compétition avec une treizième place sur le Tour d'Espagne, mais à la mi-mai, elle est à nouveau éloignée des courses, car elle souffre d'un syndrome post-infectieux, en raison d'infections virales répétées des voies respiratoires supérieures. Elle doit se reposer et déclarer forfait pour les Jeux olympiques de Paris, où elle faisait figure de favorite sur le contre-la-montre.

## Palmarès sur route

### Par années
- 2017
  -  Championne de Suisse du contre-la-montre
  -  Championne de Suisse de course de côte
- 2019
  -  Médaillée d'or du contre-la-montre aux Jeux européens
  -  Championne de Suisse sur route
  -  Championne de Suisse du contre-la-montre
  - Ljubljana-Domzale-Ljubljana TT
  - 3e du BeNe Ladies Tour
  - 3e du Chrono champenois
  - 6e du championnat du monde du contre-la-montre
- 2020
  -  Championne de Suisse du contre-la-montre
  -  Médaillée d'argent du championnat du monde du contre-la-montre
  -  Médaillée d'argent du championnat d'Europe du relais mixte contre-la-montre
  -  Médaillée de bronze du championnat d'Europe du contre-la-montre
  - 7e de Liège-Bastogne-Liège
  - 10e du championnat du monde sur route
- 2021
  -  Championne d'Europe du contre-la-montre
  -  Championne de Suisse du contre-la-montre
  -  Championne de Suisse sur route
  - 2e étape du Simac Ladies Tour (contre-la-montre)
  - 1re étape du Ceratizit Challenge by La Vuelta
  - Chrono des Nations-Les Herbiers-Vendée
  -  Médaillée d'argent du contre-la-montre des Jeux olympiques
  -  Médaillée d'argent du championnat du monde du contre-la-montre
  - 2e du Simac Ladies Tour
  - 2e du Ceratizit Challenge by La Vuelta
  - 3e du Tour de Suisse
  - 4e du Tour de Norvège
  - 7e du championnat d'Europe sur route
- 2022
  -  Championne du monde du contre-la-montre par équipes en relais mixte
  -  Championne d'Europe du contre-la-montre
  - 4e étape du Tour de France
  -  Médaillée de bronze du championnat du monde du contre-la-montre
  - 3e du Bloeizone Fryslân Tour
  - 5e du Tour des Flandres
- 2023
  -  Championne du monde du contre-la-montre par équipes en relais mixte
  -  Championne d'Europe du contre-la-montre
  -  Championne de Suisse sur route
  - Gand-Wevelgem
  - Tour du Pays basque :
    - Classement général
    - 3e étape

  - Tour de Suisse : 
    - Classement général
    - 2e étape (contre-la-montre)

  - 8e étape du Tour de France (contre-la-montre)
  - 3e de Liège-Bastogne-Liège
  - 3e du Tour de Romandie
  - 4e du championnat du monde sur route
  - 5e du Tour de Burgos
  - 7e du Tour des Flandres
- 2024
  - Setmana Ciclista Valenciana : 
    - Classement général
    - 2e étape

  - 9e du Tour du Pays basque
- 2025
  -  Championne de Suisse du contre-la-montre
  - Trofeo Palma Feminina
  - Tour de Burgos : 
    - Classement général
    - 3e et 4e (contre-la-montre) étapes

  - Tour de Suisse : 
    - Classement général
    - 1re et 4e étapes

  - 1re étape du Tour d'Italie (contre-la-montre)
  - 2e de la Setmana Ciclista Valenciana
  - 2e du Tour d'Espagne
  - 2e du Tour d'Italie
  - 6e de Liège-Bastogne-Liège
  - 10e du Tour des Flandres

### Résultats sur les grands tours

#### Tour d'Italie
3 participations :
- 2020 : abandon (8e étape)
- 2021 : abandon (1re étape)
- 2025 : 2e, vainqueure de la 1re étape (contre-la-montre)

#### Tour de France
3 participations :
- 2022 : non-partante (7e étape), vainqueure de la 4e étape
- 2023 : 28e, vainqueure de la 8e étape (contre-la-montre)
- 2025 : abandon (1re étape)

#### Tour d'Espagne
3 participations :
- 2023 : 29e
- 2024 : 13e
- 2025 : 2e

### Classements mondiaux
| Année                                 | 2017 | 2018 | 2019 | 2020 | 2021 | 2022 | 2023 | 2024 |
| ------------------------------------- | ---- | ---- | ---- | ---- | ---- | ---- | ---- | ---- |
| Classement UCI                        | 342e | 188e | 26e  | 20e  | 6e   | 28e  | 3e   | 105e |
| UCI World Tour                        | nc   | nc   | 200e | 49e  | 8e   | 46e  | 4e   | 100e |
|                                       |      |      |      |      |      |      |      |      |
| Légende : nc = non classéSource : UCI |      |      |      |      |      |      |      |      |

## Palmarès sur piste

### Championnats d'Europe
| Édition / Épreuve | Poursuite par équipes |
| Granges 2023      | 6e                    |

## Récompenses
- Cycliste suisse de l'année : 2020 et 2021